# Thomas Lebherz
Thomas Lebherz (Rosdorf (Hesse), Alemania Occidental, 26 de junio de 1963) es un nadador alemán retirado que consiguió ser campeón de Europa en el año 1985 en la prueba de 4x100 metros estilos.
Su hijo, Yannick Lebherz, es también nadador (retirado desde 2018) y ha sido medallista en Campeonatos europeos como en Campeonatos mundiales, proclamándose campeón de Europa en el año 2010 en la prueba de 200 metros espalda y en 2014 en 4x200 metros libres.

## Palmarés internacional
| Campeonato Europeo de Natación | Campeonato Europeo de Natación | Campeonato Europeo de Natación | Campeonato Europeo de Natación |
| Año                            | Lugar                          | Medalla                        | Prueba                         |
| ------------------------------ | ------------------------------ | ------------------------------ | ------------------------------ |
| 1985                           | Sofia (Bulgaria)               | Medalla de oro                 | 4x100 m estilos                |